# Псыхурей
Псыхуре́й (кабард.-черк. Псыхъурей) — село в Баксанском районе Кабардино-Балкарской Республики.
Образует муниципальное образование «сельское поселение Псыхурей», как единственный населённый пункт в его составе.

## География
Селение расположено в северной части Баксанского района, на правом берегу реки Малка. Находится в 30 км к северу от районного центра Баксан и в 55 км от города Нальчик.
Площадь территории сельского поселения составляет — 50,25 км². Основную часть сельского поселения занимают сельскохозяйственные угодья.
Граничит с землями населённых пунктов: Куба-Таба на юго-западе, Куба на западе, Кременчуг-Константиновское на юго-востоке, и со станицей Старопавловская на северо-востоке, на противоположном берегу реки.
Населённый пункт расположен в предгорной зоне республики. Рельеф местности представляет собой холмистые возвышенности с многочисленными балками. Прибрежная часть сильно изрезана и с отвесными выступами. Средние высоты на территории села составляет 370 метров над уровнем моря.
Гидрографическая сеть представлена бассейном реки Малка. К западу от села из неё вытекает протока Гупапс, которая течёт по центру села и обратно впадает в Малку к востоку от села. В районе села, в Малку впадает её правый приток — Кайтуко, который ныне находится в пересыхающем состоянии. У восточной окраины села в Малку впадает Баксано-Малкинский канал, в устье которого действует малая гидроэлектростанция.
Климат влажный умеренный, с тёплым летом и прохладной зимой. Среднегодовая температура воздуха составляет около +10,0°C, и колеблется от средних +22,5°C в июле, до средних −2,5°C в январе. Среднегодовое количество осадков составляет около 730 мм. Основное количество осадков выпадает в период с апреля по июль.
Почва преимущественно состоит из предкавказского чернозёма. Природно-климатические условия села позволяют заниматься всеми районированными культурами сельского хозяйства.

## Этимология
Псыхурей в переводе с кабардино-черкесского (восточно-адыгского) языка означает — «озеро» или дословно «круглая река или вода», где псы — «река или вода» и хъурей — «круглая». Название связано с тем, что старая часть села располагалось между рекой Малка и её протокой Гупапс, то есть окружённая водой.

## История
Согласно преданиям, первое поселение на территории нынешнего села было основано кабардинским князём Кайтуко, который спасаясь от заговора недругов, бежал к реке Малка, где укрылся в прибрежном лесу. Когда заговорщики были утихомирены, за князем было послано несколько сот человек с просьбой о его возвращении. Впоследствии местность где он укрывался была названа Кайтуко, название до сих пор сохранилось за этим урочищем и речкой протекающей рядом с ней.
В 1779 году на территории современного села состоялось крупное сражение кабардинских войск во главе с князьями Хамурзой Кайтукиным и Мисостом Атажукиным против царских войск, воспетое в народной адыгской песне-плаче — Жэщ къыттеуэм теухуауэ гъыбзэ («Песнь о ночном нападении»).
В 1785 году здесь поселились вольноотпущенные кабардинцы из окрестных аулов. Но и это поселение вскоре было разрушено, в ходе военных действий в начале XIX века.
Современное поселение согласно архивным документам было основано в 1828 году, когда кабардинский князь Мисост Атажукин выделил своему помощнику — Ахмету Лафишеву, участок земли на правом берегу реки Малка, в месте где в неё впадает речка Кайтуко. Впоследствии Лафишев со своей семьёй и крестьянами переселился в отведённый ему участок, где ими был основан новый аул, который по традиции был назван в честь своего предводителя — Лафишево (кабард.-черк. Лафыщ хьэблэ).
С 1862 по 1867 года население аула в несколько раз уменьшилось, из-за мухаджирства в Османскую империю, вызванного окончанием Кавказской войны и окончательным присоединением Кавказа к Российской империи.
В 1867 году в результате Земельной реформы Кабарды программы по укрупнению кабардинских аулов, в Лафишево были переселены жители аула Кошево (кабард.-черк. Куэщей хьэблэ), а также часть жителей из аулов Иналово и Герандуко Седакова (кварталы современного села Карагач), а также несколько абазинских семей из аула Песчаный.
До Октябрьской революции в ауле имелась школа-медресе при сельской мечети, где обучение детей сводилось к чтению Корана на арабском языке, изучению естествознания, а также кабардинской письменности на основе арабского письма. Действовала также открытая в конце XIX века светская одно-классная школа, где изучали русскую грамматику и арифметику.
В 1920 году с окончательным установлением советской власти в Кабарде, решением ревкома Нальчикского округа, Лафишево как и другие кабардинские поселения было переименовано, из-за присутствия в их названиях княжеских и дворянских фамилий. В результате село получило новое название — Шариатское.
В 1924 году с началом атеистической политики в СССР, из-за религиозного составляющего названии села, населённый пункт был в очередной переименован и получил своё нынешнее название — Псыхурей.
Во время Великой Отечественной войны на фронт ушло более 200 человек, половина из которых погибла на полях сражений. Само селение осенью 1942 года было оккупировано немецкими войсками, и освобождено в начале января 1943 года.
В 1992 году Псыхурейский сельсовет был реорганизован и преобразован в Псыхурейскую сельскую администрацию. В 2005 году Псыхурейская сельская администрация была преобразована в муниципальное образование, со статусом сельского поселения.

## Население
| 2002  | 2010  | 2012  | 2013  | 2014  | 2015  | 2016  |
| ----- | ----- | ----- | ----- | ----- | ----- | ----- |
| 2390  | ↗2399 | ↘2392 | ↗2412 | ↗2413 | ↗2442 | ↗2444 |
| 2017  | 2018  | 2019  | 2020  | 2021  | 2023  | 2024  |
| ↗2461 | ↗2490 | ↗2496 | ↗2533 | ↗2797 | ↗2805 | ↗2834 |
| 2025  |       |       |       |       |       |       |
| →2834 |       |       |       |       |       |       |

Плотность — 56.4 чел./км².
За межпереписной период (с 2010 по 2021 год) население села увеличилось на 398 чел. (+ 14,23 %).
Национальный состав
По данным Всероссийской переписи населения 2021 года:
| Народ                | Численность, чел. | Доля от всего населения, % | Доля от указавших нац-ть, % |
| -------------------- | ----------------- | -------------------------- | --------------------------- |
| кабардинцы (черкесы) | 2755              | 98,50 %                    | 99,10 %                     |
| * кабардинцы         | 2720              | 97,25 %                    | 97,84 %                     |
| * черкесы            | 35                | 1,25 %                     | 1,26 %                      |
| другие               | 25                | 0,89 %                     | 0,90 %                      |
| нет / не указано     | 17                | 0,61 %                     | -                           |
| всего                | 2797              | 100 %                      | 100 %                       |

По данным Всероссийской переписи населения 2010 года:: кабардинцы — 2377 чел. (99,08 %). 

## Местное самоуправление
Администрация сельского поселения Псыхурей — село Псыхурей, ул. Катханова, 122.
Структуру органов местного самоуправления сельского поселения составляют:
- Исполнительно-распорядительный орган — Местная администрация сельского поселения Псыхурей. Состоит из 6 человек.
  - Глава администрации сельского поселения — Батыров Хазраиль Хусенович[23].
- Представительный орган — Совет местного самоуправления сельского поселения Псыхурей. Состоит из 11 депутатов, избираемых на 5 лет[24].
  - Председатель Совета местного самоуправления сельского поселения — Батыров Хазраиль Хусенович.

## Образование
- МКОУ Средняя общеобразовательная школа «имени М. Т. Батырова» — ул. Катханова, 128.
- МОУ Начальная школа Детский сад — ул. Катханова, 80.

## Здравоохранение
- Участковая больница — ул. Катханова, 25.

## Культура
- Сельский Дом Культуры — ул. Катханова, 132.
- Физкультурно-оздоровительный комплекс

Общественно-политические организации:
- Адыгэ Хасэ
- Совет ветеранов труда и войны и др.

## Ислам
- Сельская мечеть «Баракат» — ул. Кештова, 58.

## Предприятия
Основные бюджетообразующие предприятия:
- ООО «ЭСТЕР»
- ООО «Деметра»
- ООО «Агроплюс»

Наиболее развитой отраслью сельского хозяйства является разведение КРС молочного направления и земледелие.

## Улицы
На территории села зарегистрировано 20 улиц и 3 переулка:
Улицы
| Батырова    |
| Ватутина    |
| Дыговых     |
| Катханова   |
| Кештова     |
| Клиническая |
| Лесная      |

| Малкинская |
| Матаева    |
| Мельничная |
| Надречная  |
| Полевая    |
| Почтовая   |
| Пушкина    |

| Сижажева  |
| Степная   |
| Тараскина |
| Толстого  |
| Чапаева   |
| Чкалова   |

Переулки
| Донская |

| Кирова |

| Матросова |

## Известные уроженцы
- Катханов Назир Адильгиреевич — революционер и общественно-политический деятель Кабарды и Северного Кавказа. Командир Шариатского полка Северного Кавказа в период Гражданской войны.
- Уришев Анзор Суадинович — двукратный чемпион Европы по спортивным единоборствам.